# Lingadahalli, Sandur
Lingadahalli là một làng thuộc tehsil Sandur, huyện Bellary, bang Karnataka, Ấn Độ.